# Foy Draper
Pour les articles homonymes, voir Draper.
Foy Draper, né le 26 novembre 1911 à Georgetown au Texas et mort au combat le 1er février 1943 à Kasserine (date par convention), est un athlète américain, champion olympique du relais 4 × 100 m aux Jeux olympiques d'été de 1936 à Berlin. 

## Biographie
Comme étudiant à l'université de Californie du Sud, il remporte les championnats IC4A en 1935. Il est le troisième relayeur du relais américain médaillé d'or lors des Jeux olympiques à Berlin l'année suivante. Ce relais, qui établit un nouveau record du monde avec un temps de 39 s 8, était composé de Jesse Owens, en premier relayeur, Ralph Metcalfe et Frank Wykoff.
Durant la Seconde Guerre mondiale, il est pilote d'un bombardier d'attaque Douglas A-20 Havoc en Tunisie. Son avion décolle  le 4 janvier 1943 pour participer à la bataille de Kasserine mais ne reviendra pas. Lui et ses deux équipiers, sont officiellement déclarés morts le 1er février suivant. Il est inhumé au cimetière américain de Carthage (où sa tombe indique une mort le 4 janvier).